# Сержантова, Юлия Владимировна
Юлия Владимировна Сержантова (род. 24 июля 1991) — российская футболистка, игрок в пляжный футбол и мини-футбол, выступающая на позиции полузащитницы.

## Биография
В 2012—2013 играла в чемпионате России за клуб WFC CITY, в 10 играх забила 7 мячей. В 2014 году играла за клуб «Кристалл», забив в 5 матчах 3 гола, в 2015 году — за «Звезду», отличившись дважды в 5 встречах. В 2016 году выступала за «Северный пресс» в чемпионате России (4 матча и 4 гола) и в Кубке европейских чемпионов (5 матчей и 1 гол). Также выступала за «Северный пресс» в чемпионате Санкт-Петербурга (6 матчей, 8 голов) и кубке Санкт-Петербурга (4 матча, 4 гола) в том же году. В 2017 году в чемпионате России играла за клуб «Драйв32-БГУОР», забив 10 голов в 5 матчах. В 2018 году в составе клуба «Звезда» провела 4 матча в чемпионате России (3 гола) и 8 матчей в чемпионате Санкт-Петербурга (2 гола), в 2019 году снова играла за «Драйв32-БГУОР», забив 3 гола в 5 встречах. В 2020 году играла за питерский «Лекс» в чемпионате России (группа Б), забив один гол в пяти матчах, а в следующем году играла за него в Кубке Санкт-Петербурга в закрытых помещениях. В 2021 году представляла «Строгино» в чемпионате России, забив два гола в четырёх матчах; в том же году сыграла за «Драйв32-БГУОР» во Всероссийских соревнованиях по пляжному футболу среди женщин (5 матчей и 2 гола), а также выступала за «Калипсо» в чемпионате Санкт-Петербурга (4 матча и 1 гол). В 2022 году выступала за «Кристалл», забив в 6 матчах чемпионата России 4 гола, а в 5 матчах Всероссийских соревнований по пляжному футболу отличившись также 4 раза.
На любительском уровне Сержантова играла в чемпионате и кубке Санкт-Петербурга по футболу за клуб «Невский фронт» в 2020—2021 годах, в 2022 году выступала в кубке за «Царское село». В мини-футболе играла за клубы «Звезда» и «Урицк» в чемпионате Санкт-Петербурга и за «Царское село» в кубке Санкт-Петербурга. За сборную России в 2022 году провела 4 матча против Белоруссии, забив два гола.
28 февраля 2023 года Сержантова была дисквалифицирована на три года за нарушение антидопинговых правил: в результате допинг-теста в её анализах были обнаружены следы мельдония. Помимо дисквалификации, Сержантову оштрафовали на 15 тысяч рублей, причём сумму штрафа уменьшили по просьбе самой Юлии, поскольку она заявила, что из-за дисквалификации лишилась заработка и не имела возможности оплатить штраф. Срок начала её дисквалификации отсчитывается со 2 декабря 2022 года.